# Angela Bassett
Angela Bassett, född 16 augusti 1958 i Harlem i New York, är en Emmy- och Oscarnominerad samt dubbel Golden Globe-vinnande amerikansk skådespelare. Hon är även  regissör, producent och aktivist.
Bassett föddes i Harlem i New York men växte upp i Saint Petersburg i Florida. Hon fick stor uppmärksamhet och vann en Golden Globe 1993 för titelrollen i filmen om Tina Turner, Tina – What's Love Got to Do with It.
Bassett gifte sig med skådespelaren Courtney B. Vance år 1997. Tillsammans har de tvillingar, en son och en dotter.

## Filmografi (urval)
| År        | Titel                                                  | Info                      |
| --------- | ------------------------------------------------------ | ------------------------- |
| 1986      | F/X - dödlig effekt                                    |                           |
| 1990      | Challenger                                             | TV-film                   |
| 1990      | Dagissnuten                                            |                           |
| 1991      | Boyz N the Hood                                        |                           |
| 1991      | City of Hope                                           |                           |
| 1992      | Passion Fish                                           |                           |
| 1992      | Oskyldigt blod                                         |                           |
| 1992      | Familjen Jackson - en amerikansk dröm                  |                           |
| 1992      | Malcolm X                                              |                           |
| 1993      | What's Love Got to Do with It?                         |                           |
| 1993      | I, Tina                                                |                           |
| 1995      | En vampyr i Brooklyn                                   |                           |
| 1995      | Panther                                                |                           |
| 1995      | Strange Days                                           |                           |
| 1995      | Hålla andan                                            |                           |
| 1997      | Kontakt                                                |                           |
| 1997      | Off the Menu: The Last Days of Chasen's                | Dokumentär                |
| 1998      | När Stella fick tillbaka lusten                        |                           |
| 1999      | Music of the Heart                                     |                           |
| 2000      | Supernova                                              |                           |
| 2000      | Whispers: An Elephant's Tale                           | Röst                      |
| 2000      | Boesman and Lena                                       |                           |
| 2001      | The Score                                              |                           |
| 2002      | Sunshine State                                         |                           |
| 2002      | The Rosa Parks Story                                   |                           |
| 2003      | Unchained Memories: Readings from the Slave Narratives | Berättarröst i dokumentär |
| 2003      | Masked and Anonymous                                   |                           |
| 2004      | The Lazarus Child                                      |                           |
| 2004      | Mr. 3000                                               |                           |
| 2005      | Alias                                                  | TV-serie                  |
| 2005      | Mr. & Mrs. Smith                                       | Röst                      |
| 2006      | Akeelah and the Bee                                    |                           |
| 2007      | Familjen Robinson                                      | Röst                      |
| 2008      | Gospel Hill                                            |                           |
| 2009      | Toussaint                                              |                           |
| 2009      | Notorious                                              |                           |
| 2011      | Jumping the Broom                                      |                           |
| 2011      | Green Lantern                                          |                           |
| 2013      | Olympus Has Fallen                                     |                           |
| 2013      | American Horror Story: Coven                           | TV-serie                  |
| 2014      | White Bird in a Blizzard                               |                           |
| 2014      | American Horror Story: Freak Show                      | TV-serie                  |
| 2015      | American Horror Story: Hotel                           | TV-serie                  |
| 2015      | Chi-Raq                                                |                           |
| 2016      | London Has Fallen                                      |                           |
| 2018      | Black Panther                                          |                           |
| 2018      | Mission: Impossible – Fallout                          |                           |
| 2018–2021 | 9-1-1                                                  | TV-serie                  |
| 2019      | Avengers: Endgame                                      |                           |
| 2020      | Själen                                                 | Röst                      |
| 2021      | What If...?                                            | TV-serie                  |
| 2022      | Black Panther: Wakanda Forever                         |                           |